# 大石主税良金ら十士切腹の地

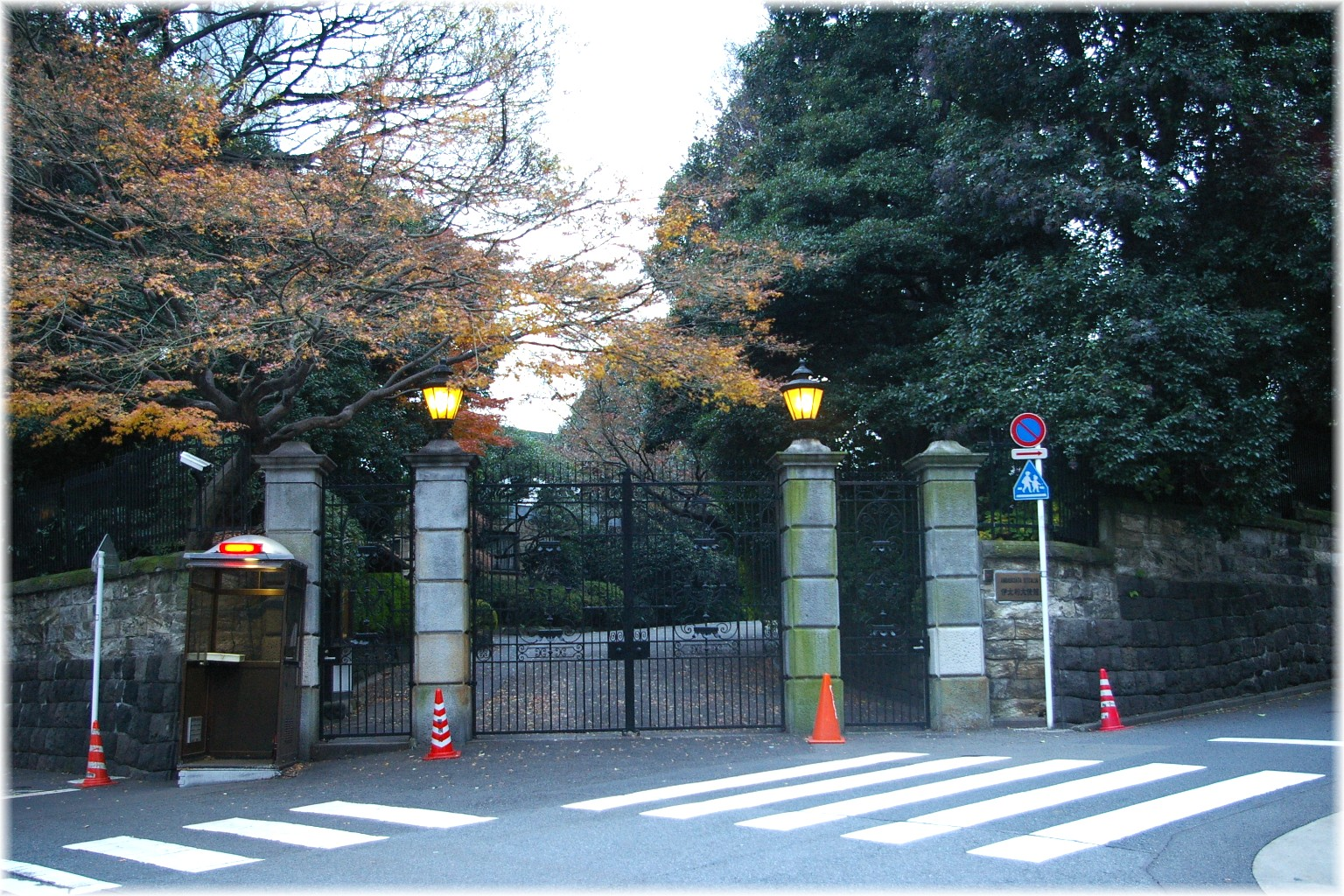
松平隠岐守三田中屋敷跡

大石主税良金ら十士切腹の地（おおいし ちから よしかねら じっし せっぷくの ち）は東京都港区三田二丁目にある史跡。かつて伊予松山藩の中屋敷だった。現在は駐日イタリア大使館となっている。

## 赤穂浪士

### 預けられた赤穂浪士10名
1. 大石主税（良金）
2. 堀部安兵衛（武庸）
3. 木村岡右衛門（貞行）
4. 中村勘助（正辰）
5. 菅谷半之丞（政利）
6. 千馬三郎兵衛（光忠）
7. 不破数右衛門（正種）
8. 大高源吾（忠雄）
9. 貝賀弥左衛門（友信）
10. 岡野金右衛門（包秀）

元禄16年（1703年）2月4日に江戸幕府の命により上記の赤穂浪士が切腹した地で、久松松平家は赤穂浪士を冷遇したと伝わるが異説もある。
松山藩の屋敷跡には赤穂事件の遺構は残っていなかったが、昭和14年（1939年）に徳富蘇峰が揮毫の「赤穂浪士十名切腹ノ地・伊太利大使館」碑が当時の駐日イタリア大使によって大使館敷地内に建立された。
敷地内のため立ち入りはできず、国際情勢に伴う在外公館の警備強化の方針で、見学不可。「赤穂民報」によると数年に一度は供養の行事を行っているという。

## 赤穂浪士終焉の地
四十六士がお預けとなった4藩の藩邸は、いずれも今日の東京都港区にある。
| 預先               | 江戸藩邸              | 史跡                       | 所在地       |
| ------------------ | --------------------- | -------------------------- | ------------ |
| 細川越中守（綱利） | 肥後熊本藩 高輪下屋敷 | 大石良雄外十六人忠烈の跡   | 高輪一丁目   |
| 水野監物（忠之）   | 三河岡崎藩 芝中屋敷   | 水野監物邸跡               | 芝五丁目     |
| 松平隠岐守（定直） | 伊予松山藩 三田中屋敷 | 大石主税良金ら十士切腹の地 | 三田二丁目   |
| 毛利甲斐守（綱元） | 長門長府藩 麻布上屋敷 | 毛利甲斐守邸跡             | 六本木六丁目 |